# الحديقة اليابانية (حلوان)
الحديقة اليابانية بحلوان، هي حديقة عامة أنشأها المهندس المعماري ذو الفقار باشا 1919 على الطراز الآسيوي لترمز لحضارات الشرق بحي حلوان بمدينة القاهرة، كان يطلق عليها «كشك الحياة الآسيوى» وسميت بعد ذلك بـ”الحديقة اليابانية”، وتبلغ مساحتها 40468 متر2(حوالي 10 أفدنه)، وتم الانتهاء من تصميمها عام 1922.
وفي العام 1990 ضمت محافظة القاهرة الحديقة إلي مشروع الحدائق المتخصصة، ثم بدأت في يناير 2005 تنفيذ مشروعها الكبير لتطوير الحديقة وإنقاذها من الإهمال الذي أصابها على مر السنين، إلى أن أعادتها إلى سابق عهدها في يونيو 2006 بتكلفة بلغت 5.5 مليون جنيه.

## محتويات الحديقة
تحتوي الحديقة على بعض التماثيل التي ترمز لحقب تاريخية مختلفة، مثل تمثال زهرة اللوتس التي تحمل تمثال ذو الفقار باشا مصمم الحديقة، وحوله تماثيل لأفيال الشرق التي تحرس المكان، كما يوجد في الحديقة تمثال لوجه الحياة وهو عبارة عن امرأة تغمض عينيها مع ابتسامة خجل تعكس فكرة تقديس الشرق للمرأة، و48 تمثالا لتلاميذ “شيبة” يجلس ليعلمهم الديانة البوذية أمام البحيرة الكبيرة، التي يوجد بها تمثال الحكمة الثلاثية التي تحث الإنسان علي عدم التدخل في شؤون الغير “لا أسمع لا أري لا أتكلم”، وهي عبارة عن ثلاثة قرود أحدها يسد أذنه في إشارة إلي لا “أسمع”، والآخر يغمض عينيه في إشارة إلي لا “أري”، والأخير يضع يده علي فمه في إشارة إلي لا “أتكلم” ، بالإضافة إلي بحيرة اللوتس وكشك الموسيقي والأشجار.
أبواب الحديقة كلها مغلقة عدا الباب الرئيسي فهو مفتوح أمام الزائرين، وبعده يوجد طريق يقسم الحديقة إلى جزئين، على اليمين يوجد تمثال وجه الحياة، وبعد صعود السلم تجد مظلة كبيرة بها أماكن للجلوس بجوار تمثال لجسد ذو الفقار باشا دون رأسه تحمله زهرة اللوتس، وحوله تمثال “الأفيال الثلاثة” محاط بسور صغير من الحديد.
في آخر الحديقة يوجد المعلم “شيبة وتلاميذه الـ48″ يجلسون حوله أمام البحيرة الخالية من المياه، والتي يطلق عليها بعض الزائرين ( على بابا والأربعين حرامي) محاطون بسور حديدي وخلفهم بقايا أشجار وبعض مخلفات الزائرين، ويوجد أسفلهم تمثال الحكمة الثلاثية للقرود، كما يوجد في الحديقة بعض ألعاب الملاهي للأطفال حيث يمرحون بها.
يوجد ايضاً كشك الموسيقي والذي كان يستخدم من قبل بعض الفرق الموسيقية، كما يوجد بالحديقة تمثال “بوذا” الذي يجلس مبتسماً للأطفال حين يأتون للعب عليه والتقاط الصور التذكارية معه، وأمامه بحيرة هي وحدها التي بها مياه يلهو فيها الأطفال بالقارب الصغير، بينما باقي بحيرات الحديقة معطلة، وتحتوي الحديثة على عدد من الأشجار النادرة.

## معرض صور

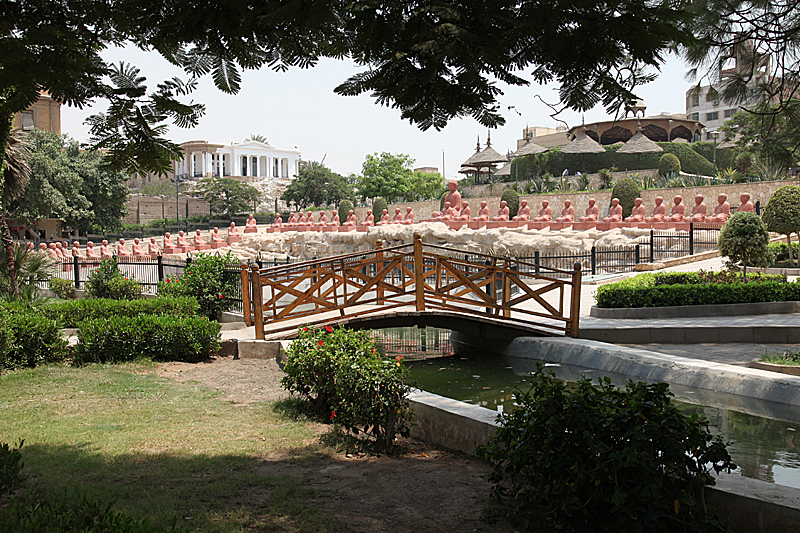
صورة منطقة المعلم و48 من تلاميذه
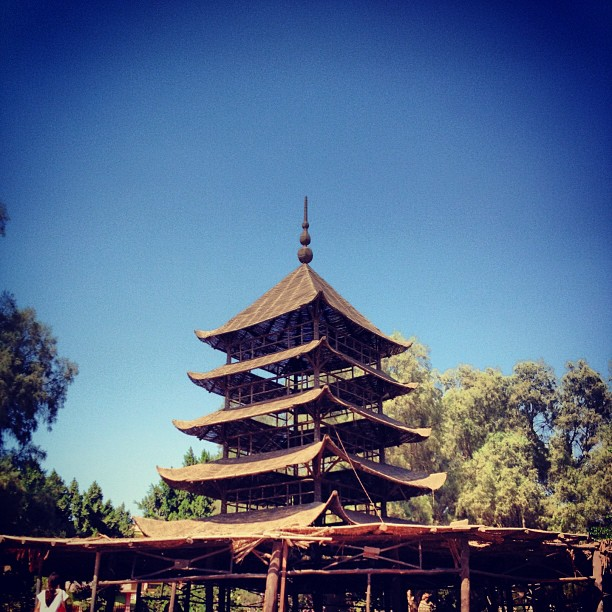
كشك الموسيقى بالحديقة
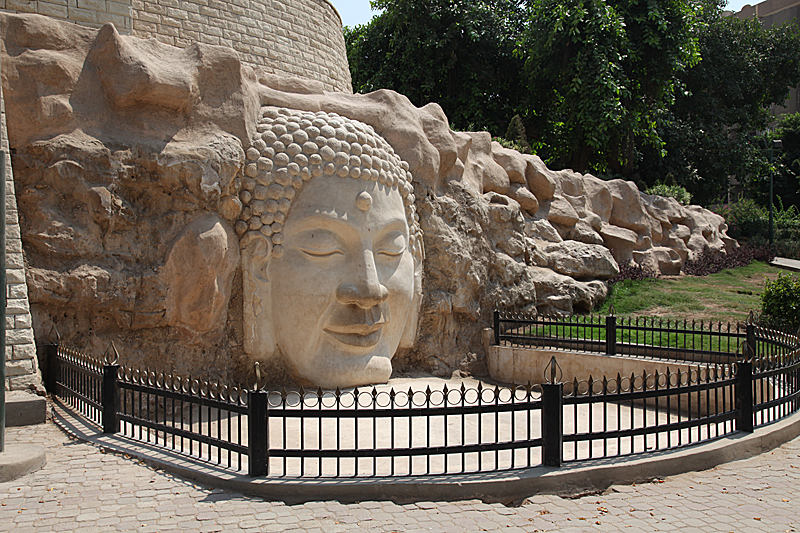
تمثال وجة الحياة
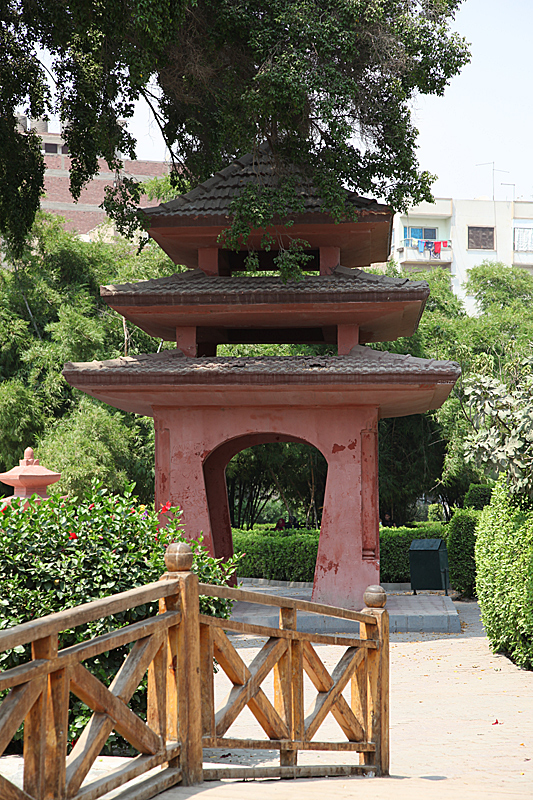
مجسم للمعبد بوذي
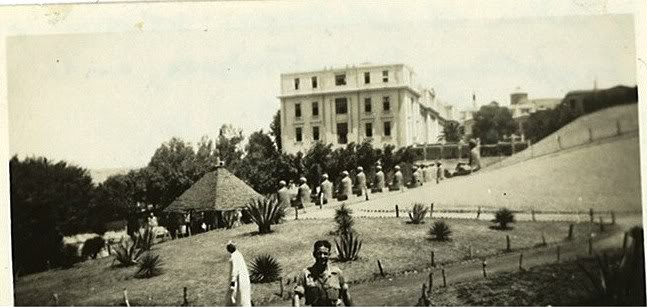
صورة قديمة للحديقة ترجع لعام 1941

## وصلات خارجية
- فيديو وثائقي عن الحديقة اليابانية على يوتيوب